# Krościenko (stacja kolejowa)
Krościenko – stacja kolejowa w Krościenku, w województwie podkarpackim, w Polsce.
Z Krościenka odjeżdżały w przeszłości pociągi do Zagórza, Sanoka i Jasła oraz Chyrowa, Przemyśla i Warszawy (przez teren Ukrainy). Ruch kolejowy został zawieszony w listopadzie 2010 roku, zaś całkowicie zlikwidowany w grudniu 2013 roku, kiedy PKP wyłączyły z eksploatacji odcinek Nowy Zagórz – Krościenko.
W 2022 roku stacja została otwarta dla pociągów humanitarnych z uchodźcami z Ukrainy uciekającymi przed rosyjską inwazją. Pociągi te miały być pierwotnie obsługiwane przez SKPL, jednak w związku z decyzją marszałka województwa podkarpackiego przewozy te ostatecznie powierzono spółce Polregio.